# Théorème de non-transaction
Le théorème de non-transaction dit que si les marchés sont à l'équilibre dans un marché efficient, s'il n'y a pas de noise trader (en)s ou d'autres interférences non traditionnelles avec les prix, et si tous les acteurs présents ou potentiels connaissent tous la structure par laquelle ils acquièrent de l'information, même si quelques traders ont des informations privées, alors aucun d'entre eux ne sera en position d'en profiter. Les hypothèses sont délibérément irréalistes, mais le théorème pourrait être néanmoins pertinent pour débattre du délit d'initié.
Le théorème a été démontré par Paul Milgrom et Nancy Stokey dans leur papier de 1982, « Information, trade and common knowledge ».

## Explication informelle
L'idée derrière la démonstration du théorème de non-transaction est que si la structure du marché est connue de tous, alors n'importe quelle offre ou proposition (bid) (i.e une tentative pour initier un échange) révèlera la connaissance privée de l'offreur qui sera alors incorporé dans les prix de marché avant même que quelqu'un accepte l'offre ou la proposition, il n'en résultera alors aucun profit.

## Référence
1. ↑  (en) Paul Milgrom et Nancy Stokey, « Information, trade and common knowledge », Journal of Economic Theory, vol. 26, no 1,‎ février 1982, p. 17–27 (DOI 10.1016/0022-0531(82)90046-1)